# Cucerdea
Cucerdea (veraltet Cucerdea română; ungarisch Oláhkocsárd oder Kocsárd) ist eine Gemeinde im Kreis Mureș in der Region Siebenbürgen in Rumänien.
Der Ort ist auch unter der ungarischen Bezeichnung Románkocsárd bekannt.

## Geographische Lage

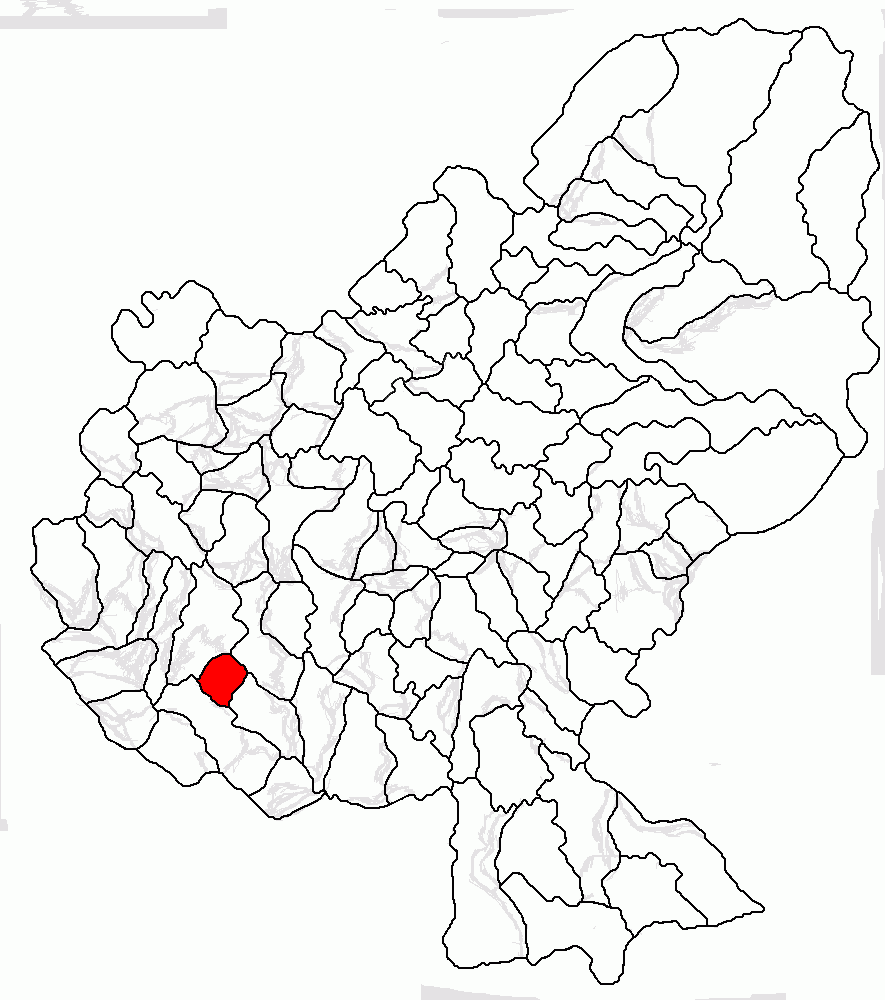
Lage von Cucerdea im Kreis Mureș

Die Gemeinde Cucerdea befindet sich etwa im Zentrum des Siebenbürgischen Beckens. Am gleichnamigen Bach – ein linker Zufluss des Sărata – und der Nationalstraße Drum național 14A befindet sich der Ort etwa sechs Kilometer südlich von der Kleinstadt Iernut (Radnuten); die Kreishauptstadt Târgu Mureș (Neumarkt am Mieresch) liegt etwa 35 Kilometer nordöstlich von Cucerdea entfernt.

## Geschichte
Der Ort Cucerdea wurde erstmals 1278 urkundlich erwähnt.